# Marckolsheim
Marckolsheim je občina v departmaju Bas-Rhin francoske regije Alzacija.
Leta 1990 je v občini živelo 3 306 oseb oz. 99 oseb/km².